# Sumber Agung (Keluang)
Sumber Agung is een bestuurslaag in het regentschap Musi Banyuasin van de provincie Zuid-Sumatra, Indonesië. Sumber Agung telt 1971 inwoners (volkstelling 2010).